# Myserla
Myserla é um gênero de traça pertencente à família Arctiidae.